# I Lost My Little Girl
I Lost My Little Girl è la prima canzone scritta da Paul McCartney. Venne composta nel 1956, all'età di 14 anni, sulla sua chitarra Zenith; il futuro beatle aveva da poco barattato lo strumento al negozio Rusworth & Dreapers, dando al suo posto una tromba. Poco prima era morta la madre del neo-chitarrista, Mary Mohin, per cui è stata ipotizzata una correlazione dell'evento al testo del pezzo. L'unica versione pubblicata ufficialmente è un live, incluso sull'album Unplugged - The Official Bootleg del 1991.

## La versione dei Beatles
I Beatles registrarono il brano durante le Get Back sessions, il 25 gennaio 1969, un giorno nel quale Billy Preston era assente. Furono numerose le canzoni registrate nella data: fra le tante, figurano Two of Us, For You Blue, Another Day, Isn't It a Pity, Act Naturally, I've Got a Feeling, I'm Talking About You, Please Please Me, Let It Be e Bye Bye Love. La loro versione ha John Lennon alla voce, e dura circa dieci minuti; il brano è sorretto da un arrangiamento formato da due accordi rock. La versione dei Fab Four è stata accreditata al duo Lennon-McCartney.